# Saison 2016 de l'équipe cycliste Verva ActiveJet
La saison 2016 de l'équipe cycliste Verva ActiveJet est la troisième de cette équipe.

## Préparation de la saison 2016

### Arrivées et départs
| Arrivées              | Équipe 2015      |
| --------------------- | ---------------- |
| Stanislaw Aniolkowski |                  |
| Adrian Banaszek       | Kolss-BDC        |
| Norbert Banaszek      |                  |
| Paweł Charucki        | Domin Sport      |
| Paweł Cieślik         | Whirlpool-Author |
| Karel Hník            | Cult Energy      |
| Jonas Koch            | Rad-net Rose     |
| Jiří Polnický         | Whirlpool-Author |
| Jordi Simón           | Ecuador          |
| Adam Stachowiak       | Kolss-BDC        |
| Daniel Staniszewski   |                  |

| Départs              | Équipe 2016     |
| -------------------- | --------------- |
| Paweł Brylowski      | ?               |
| Konrad Dąbkowski     | ?               |
| Jesús Ezquerra       | Sporting-Tavira |
| Mario González Salas | Sporting-Tavira |
| Tomasz Mickiewicz    | ?               |
| David Muntaner       | ?               |
| Arkadiusz Owsian     | ?               |

## Coureurs et encadrement technique

### Effectif

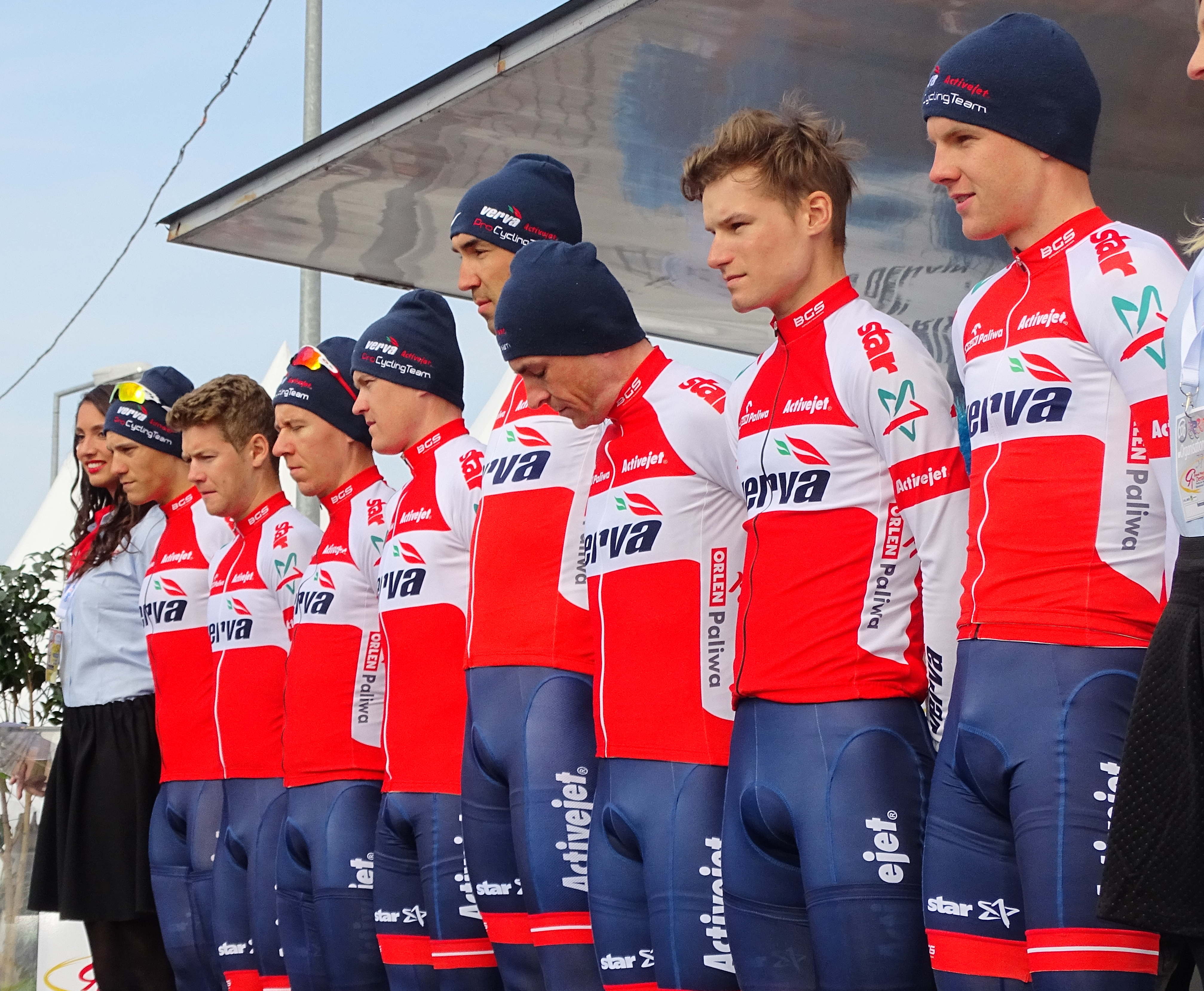
L'équipe lors du Grand Prix de Denain.

| Cycliste              | Date de naissance | Nationalité | Équipe 2015      |  |
| --------------------- | ----------------- | ----------- | ---------------- |  |
| Stanislaw Aniolkowski | 20 janvier 1997   | Pologne     |                  |  |
| Adrian Banaszek       | 21 octobre 1993   | Pologne     | Kolss-BDC        |  |
| Norbert Banaszek      | 18 juin 1997      | Pologne     |                  |  |
| Paweł Bernas          | 24 mai 1990       | Pologne     | ActiveJet        |  |
| Łukasz Bodnar         | 10 mai 1985       | Pologne     | ActiveJet        |  |
| Paweł Charucki        | 14 octobre 1988   | Pologne     | Domin Sport      |  |
| Paweł Cieślik         | 12 avril 1986     | Pologne     | Whirlpool-Author |  |
| Paweł Franczak        | 7 novembre 1991   | Pologne     | ActiveJet        |  |
| Kamil Gradek          | 17 septembre 1990 | Pologne     | ActiveJet        |  |
| Karel Hník            | 8 août 1991       | Tchéquie    | Cult Energy      |  |
| Jonas Koch            | 25 juin 1993      | Allemagne   | Rad-net Rose     |  |
| Michał Podlaski       | 13 mai 1988       | Pologne     | ActiveJet        |  |
| Jiří Polnický         | 16 décembre 1989  | Tchéquie    | Whirlpool-Author |  |
| Jordi Simón           | 6 septembre 1990  | Espagne     | Ecuador          |  |
| Adam Stachowiak       | 10 juillet 1989   | Pologne     | Kolss-BDC        |  |
| Daniel Staniszewski   | 5 mai 1997        | Pologne     |                  |  |

Portraits
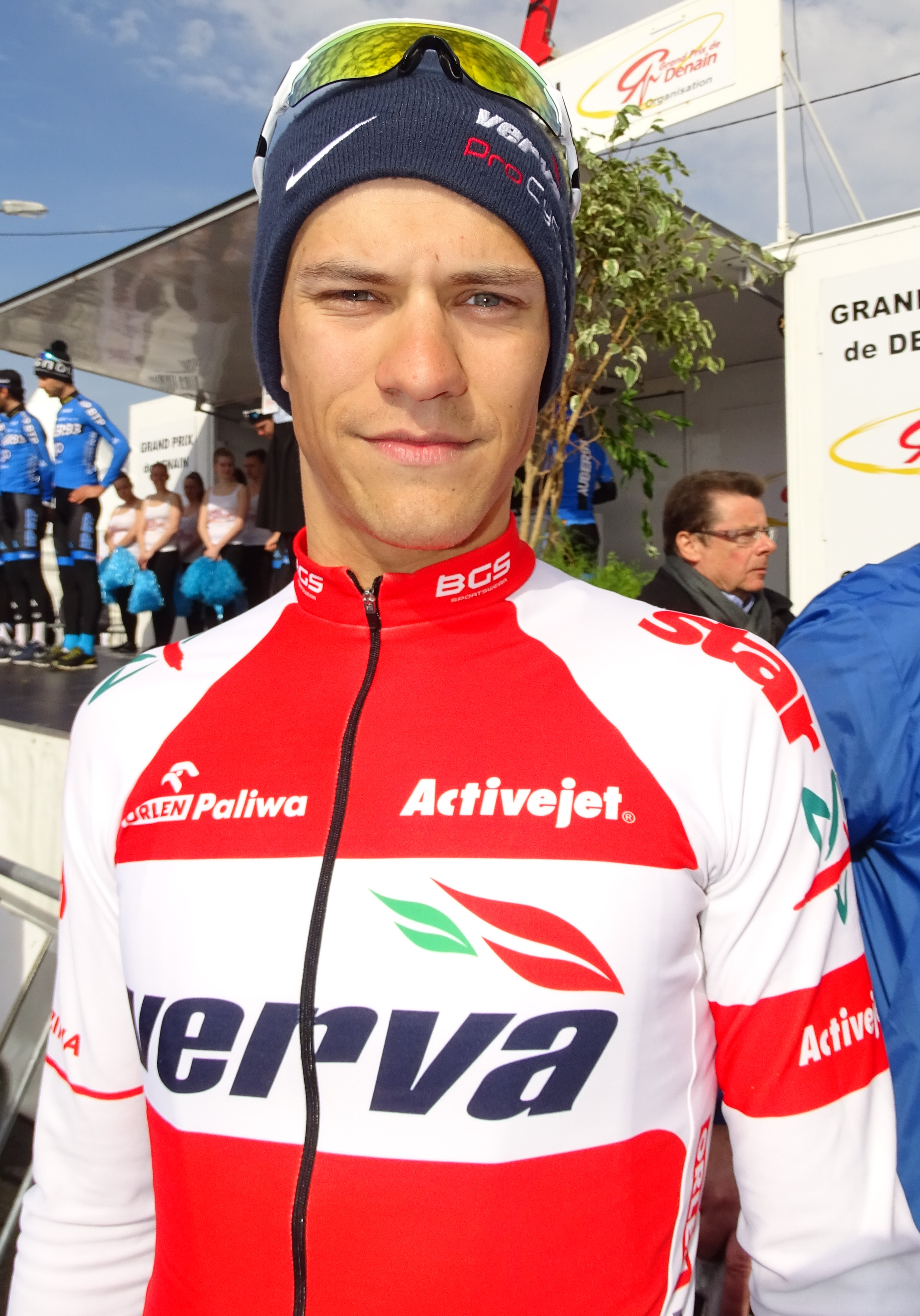
Adrian Banaszek.
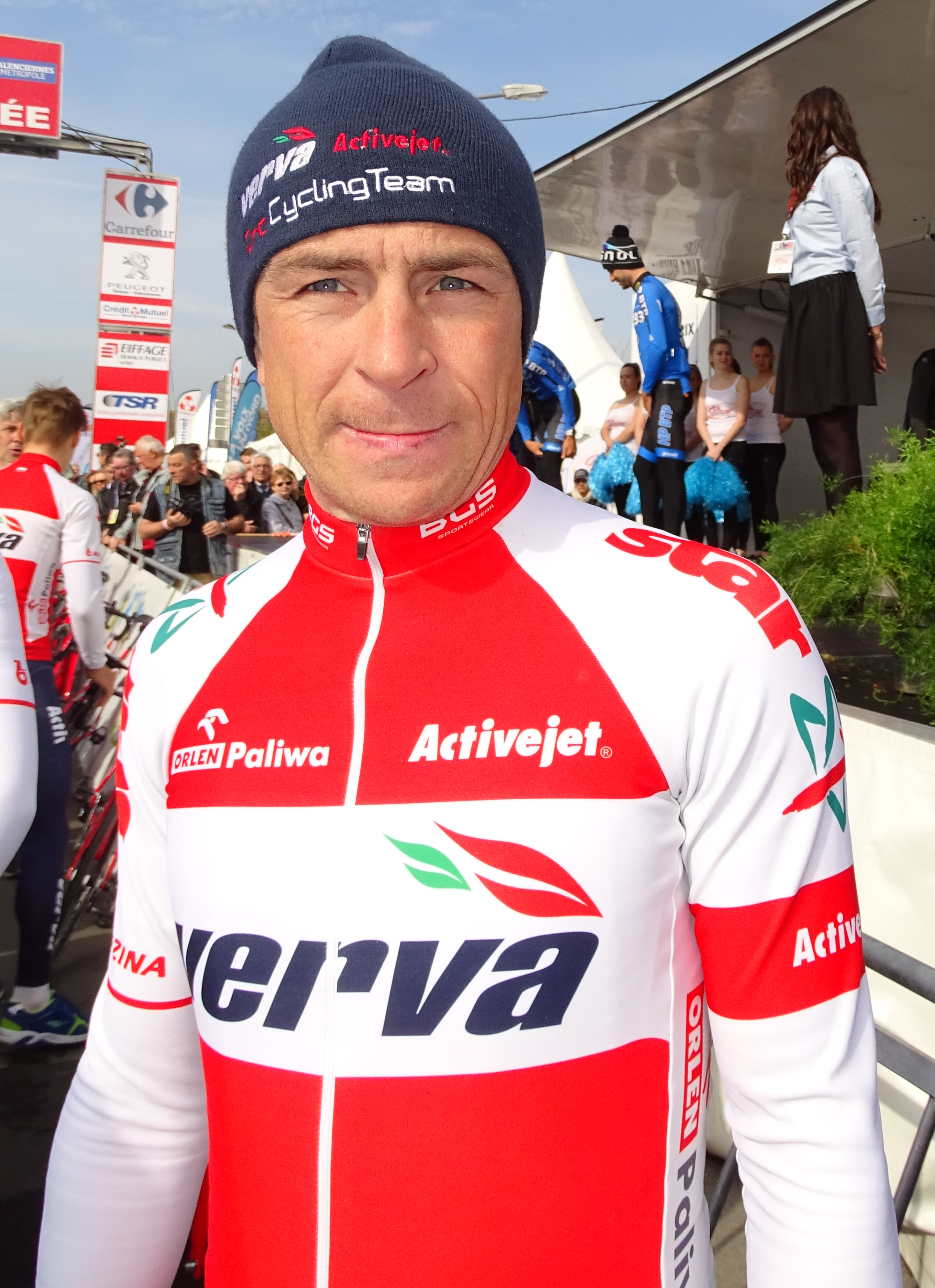
Łukasz Bodnar.
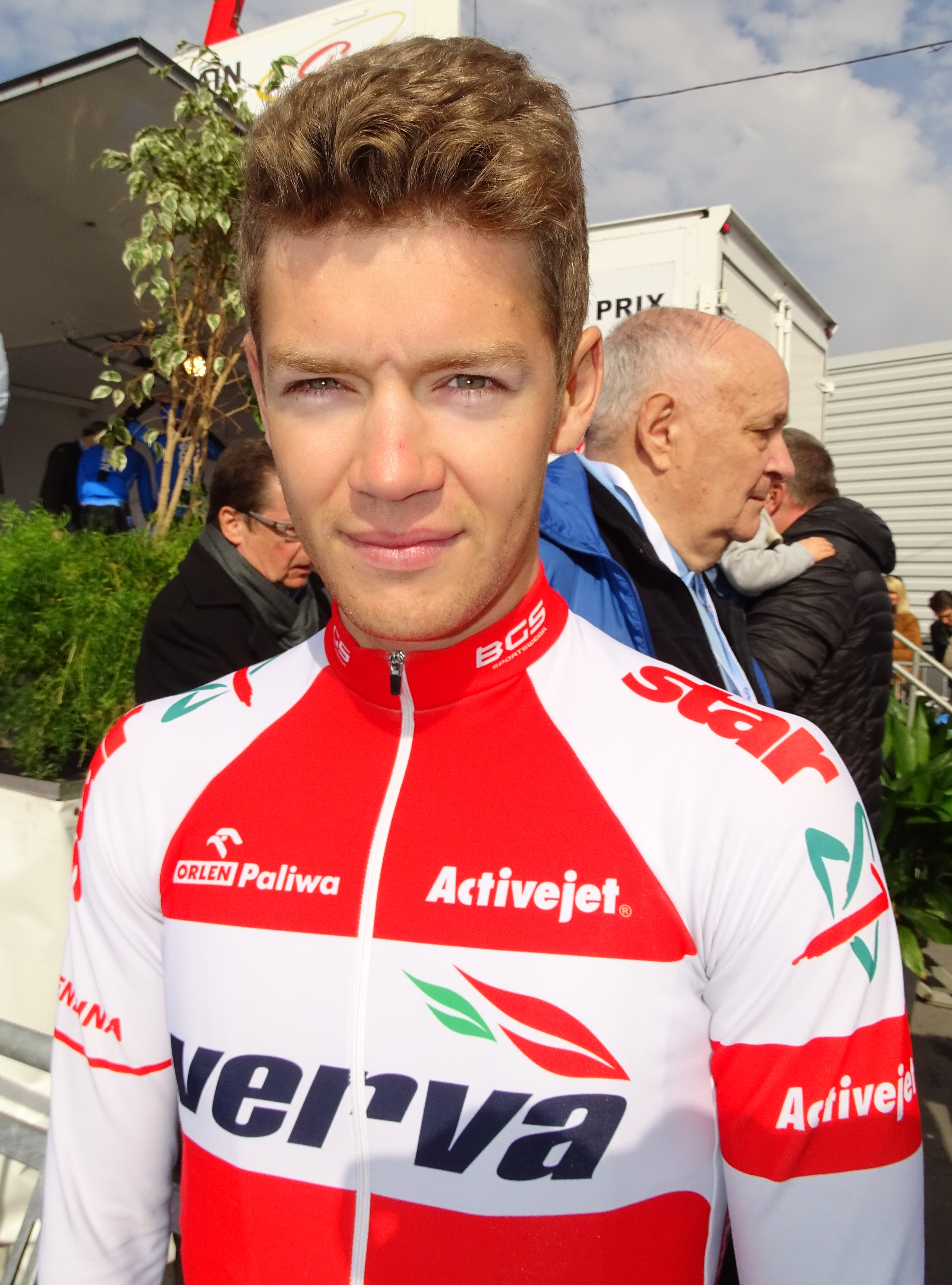
Paweł Franczak.
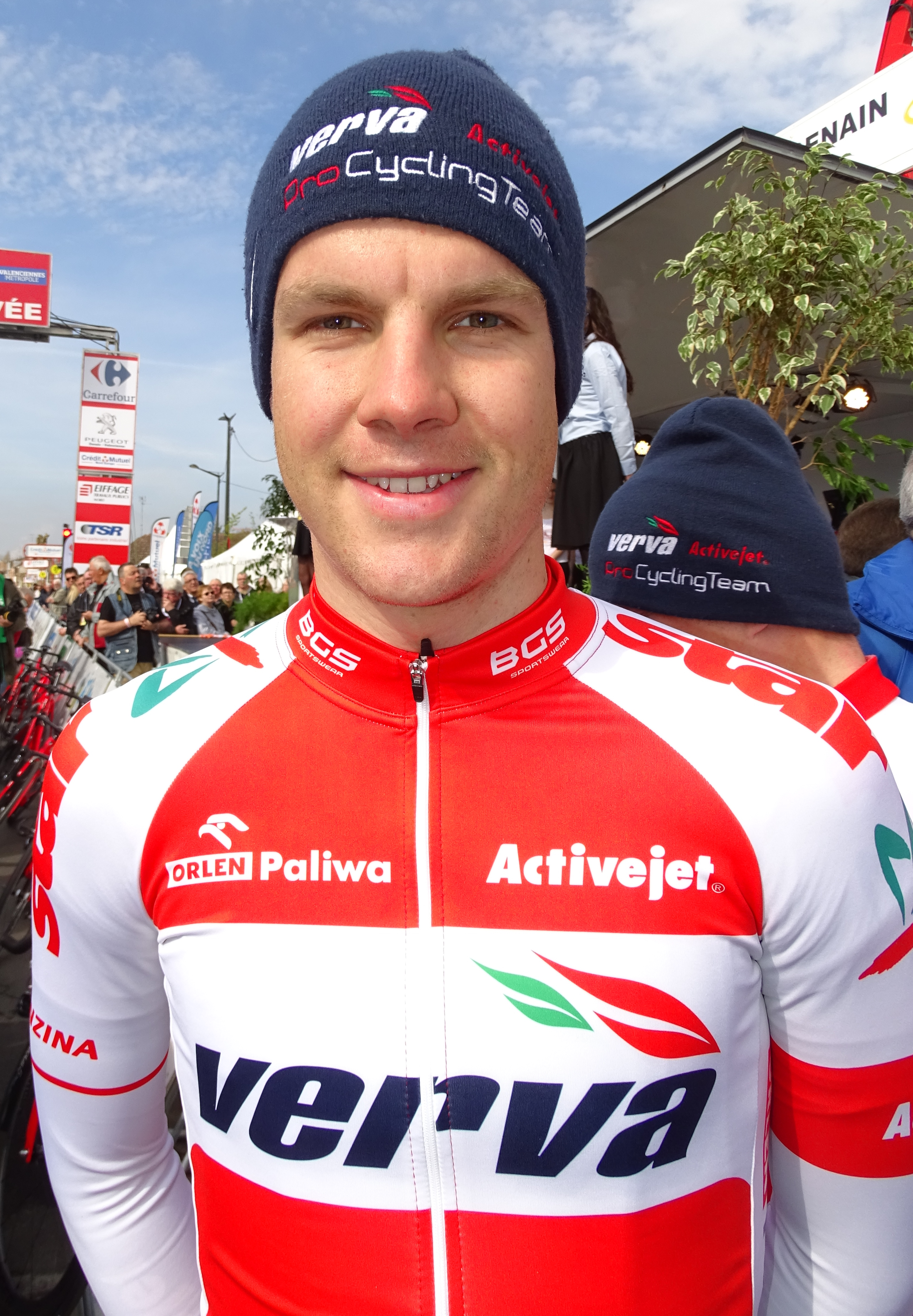
Jonas Koch.
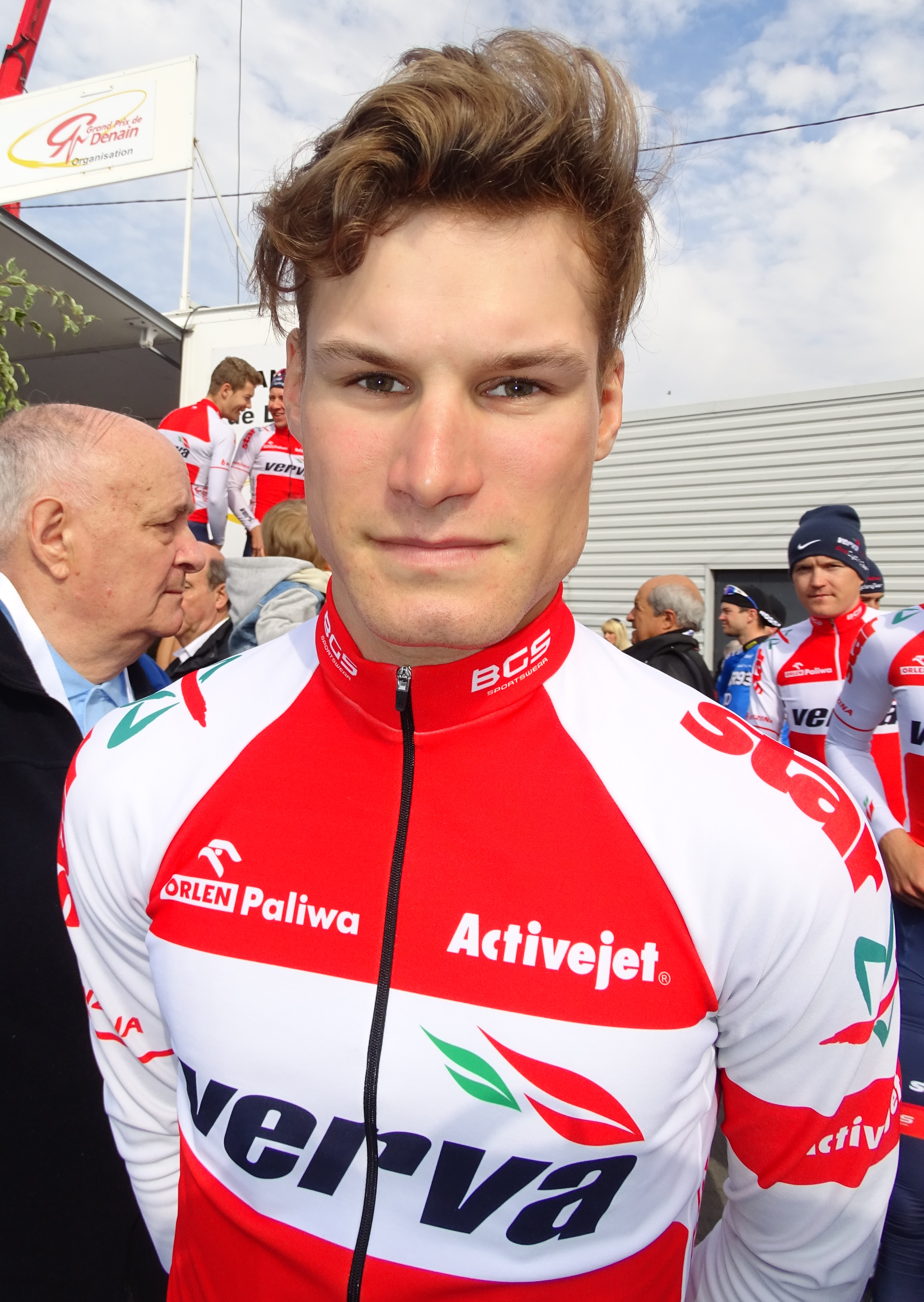
Jiří Polnický.

## Bilan de la saison

### Victoires
| Date       | Course                                                            | Pays    | Classe | Vainqueur       |
| ---------- | ----------------------------------------------------------------- | ------- | ------ | --------------- |
| 08/05/2016 | 3e étape du Szlakiem Grodow Piastowskich                          | Ukraine | 2.2    | Jiří Polnický   |
| 29/06/2016 | 1re étape de la Course de Solidarność et des champions olympiques | Pologne | 2.2    | Paweł Franczak  |
| 27/07/2016 | Prologue du Dookola Mazowsza                                      | Pologne | 2.2    | Adrian Banaszek |
| 13/08/2016 | Memorial Henryka Lasaka                                           | Pologne | 2.2    | Paweł Franczak  |

### Résultats sur les courses majeures
Les tableaux suivants représentent les résultats de l'équipe dans les principales courses du calendrier international dans lesquelles l'équipe bénéficie d'une invitation (les cinq classiques majeures et les trois grands tours). Pour chaque épreuve est indiqué le meilleur coureur de l'équipe, son classement ainsi que les accessits glanés par Verva ActiveJet sur les courses de trois semaines.

#### Classiques
| Classique            | Milan-San Remo | Tour des Flandres | Paris-Roubaix | Liège-Bastogne-Liège | Tour de Lombardie |
| -------------------- | -------------- | ----------------- | ------------- | -------------------- | ----------------- |
| Coureur (classement) | Non invitée    |                   |               |                      |                   |

#### Grands tours
| Grand tour           | Tour d'Italie | Tour de France | Tour d'Espagne |
| -------------------- | ------------- | -------------- | -------------- |
| Coureur (classement) |               |                |                |
| Accessits            |               |                |                |